# Babybird
I Babybird sono stati un gruppo musicale indie pop britannico, originario di Sheffield e attivo dal 1995 al 2012.
Hanno avuto successo soprattutto con il singolo You're Gorgeous e con l'album Ugly Beautiful (1996). Il loro brano The F-Word (tratto dall'album Bugged) è la colonna sonora dell'omonimo programma televisivo di cucina, presentato da Gordon Ramsay.

## Formazione
Finale
- Stephen Jones
- Luke Scott
- Robert Gregory

Ex membri
- Huw Chadbourn
- John Pedder

## Discografia

### Album studio
- 1995 - I Was Born a Man (come Baby Bird)
- 1995 - Bad Shave (come Baby Bird)
- 1995 - Fatherhood (come Baby Bird)
- 1996 - The Happiest Man Alive (come Baby Bird)
- 1996 - Dying Happy (come Baby Bird)
- 1996 - Ugly Beautiful
- 1998 - There's Something Going On
- 2000 - Bugged
- 2006 - Between My Ears: There Is Nothing But Music
- 2010 - Ex-Maniac
- 2011 - The Pleasures of Self Destruction

### Raccolte
- 1997 - The Greatest Hits (come Baby Bird)
- 2002 - The Original Lo-Fi (come Baby Bird)
- 2004 - Best of Babybird